# Anna Girò
Anna Girò (née vers 1710), ou Anna Giraud, ou encore La Mantovana, était le nom de scène d'Anna Maddalena Tessieri, une cantatrice italienne au registre de mezzo-soprano. Elle est surtout connue pour sa collaboration avec le compositeur Antonio Vivaldi, qui a écrit plusieurs rôles à l'opéra spécifiquement pour elle et dont elle était très proche, entretenant avec lui des relations ambigües.

## Biographie
Anna Girò est née à Mantoue. Girò le père était un français, coiffeur et perruquier. Elle a commencé à étudier avec Vivaldi vers 1720. Elle fait ses débuts à Trévise, à l'automne de 1723 et en 1724 a fait ses débuts sur scène à Venise, lors de la représentation de l'opéra Laodice de Tomaso Albinoni. 
Elle chanta dans des opéras de Vivaldi à partir de 1726 quand elle apparut au théâtre Sant’Angelo de Venise dans Dorilla in Tempe ; alors âgée de seize ans, elle y tint le rôle d’Eudamia. Elle se produisit aussi en 1733 dans Montezuma en 1733. Tant ses contemporains que les historiens modernes ont spéculé sur la nature exacte des relations entre Vivaldi et Anna Girò, mais le musicien s'est toujours défendu d'avoir avec elle des connexions autres qu'artistiques et musicales.  
Girò a été prima donna dans des dizaines de spectacles pendant toute sa carrière. Elle l'a continué jusqu'en 1748 quand, après avoir chanté pendant le carnaval de Piacenza, elle épousa un veuf, le Comte Antonio Maria Zanardi Landi, et se retira alors de la scène.

## La relation avec Vivaldi
Anna Girò se vit rapidement attribuer le surnom de l’Annina del Prete Rosso (la petite Anne du Prêtre Roux) ; elle joua en effet dans la vie du compositeur un rôle assez ambigu de cantatrice fétiche, de secrétaire et, en même temps que sa demi-sœur Paolina, de vingt ans plus âgée, d’accompagnatrice dans ses voyages, plus ou moins de gouvernante. Bien sûr, la relation particulière entre le prêtre quinquagénaire très peu conformiste et cette jeune personne ne pouvait que susciter les racontars et commentaires chargés de sous-entendus, même si elle n’habita jamais chez lui (elle demeurait avec sa demi-sœur et sa mère tout près du théâtre Sant’Angelo, dans une maison jouxtant le palais Corner-Spinelli sur le Grand Canal).
Carlo Goldoni rencontra Anna Giró chez Vivaldi : son témoignage permet de savoir qu’elle était, sinon jolie, du moins mignonne et avenante.
Sa voix n’avait rien d’exceptionnel et elle n’aimait pas l’aria cantabile, le chant langoureux ou pathétique (et Goldoni ajoute : « autant dire qu’elle ne savait pas les chanter »). En revanche, elle avait un bon jeu de scène et chantait bien les airs d’expression, d’agitation, avec de l’action, du mouvement. Cette appréciation est confirmée par l’abbé Conti qui écrivit dans une lettre à Madame de Caylus, à propos de l’opéra Farnace de Vivaldi : « son élève y fait des merveilles quoique sa voix ne soit pas des plus belles… ».